# NGC 5138
NGC 5138 est un amas ouvert situé dans la constellation du Centaure. Il a été découvert par l'astronome écossais James Dunlop en 1826.

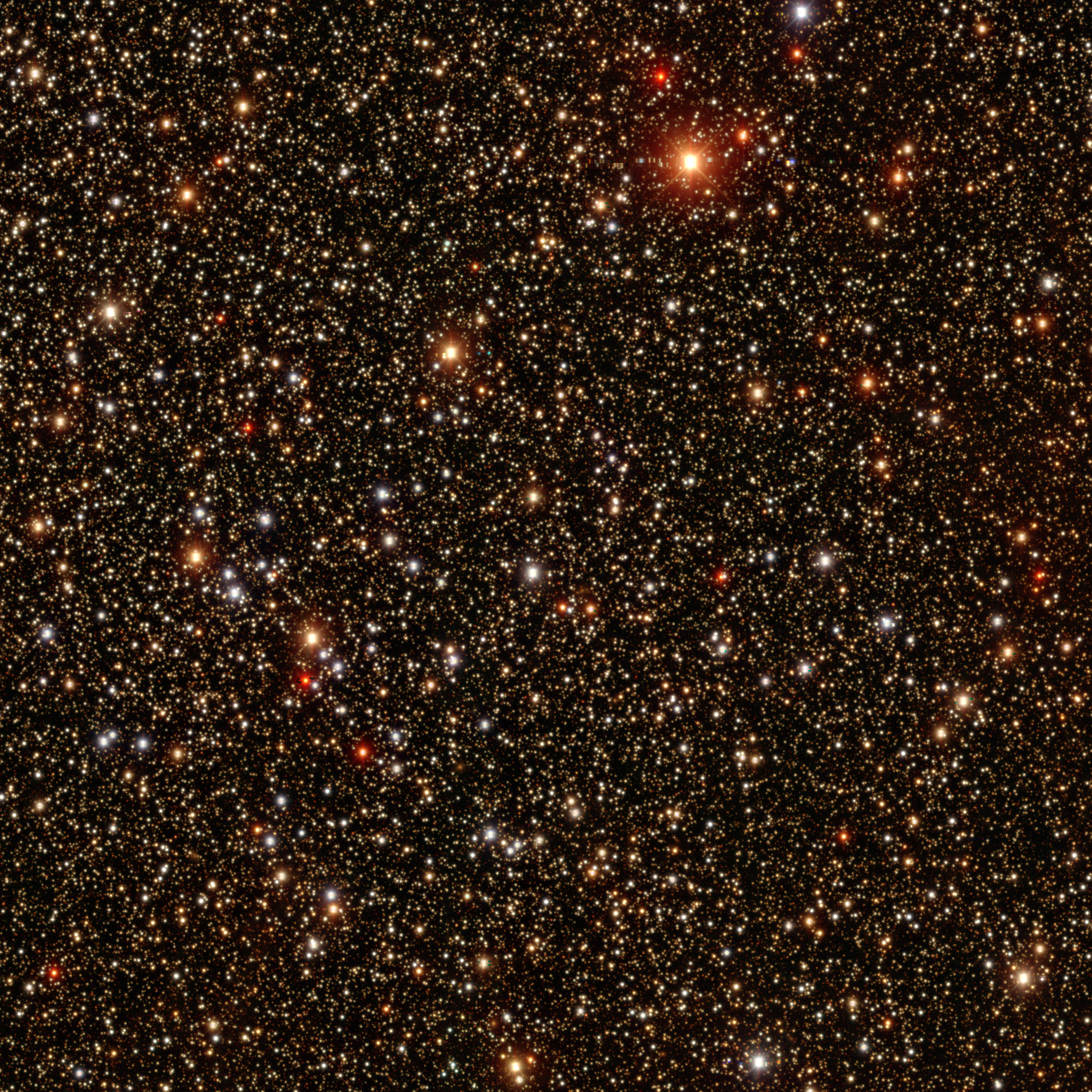
L'amas NGC 5138 par le projet « Legacy Surveys DR10 ».

Selon la classification des amas ouverts de Robert Trumpler, cet amas renferme moins de 50 étoiles (lettre p) dont la concentration est moyenne (II) et dont les magnitudes se répartissent sur un intervalle moyen (le chiffre 2). Toutefois, selon le catalogue Lynga, NGC 5138 renferme entre 50 et 100 étoiles (m), mais il indique que l'amas compte 40 membres. Cette contradiction entre la classification et le nombre de membres n'est pas rare dans le catalogue Lynga. Lynga indique aussi :b dans sa classification, ce qui signifie que NGC 5138 fait partie d'un double amas, probablement NGC 5043 situé à proximité.

## Observation

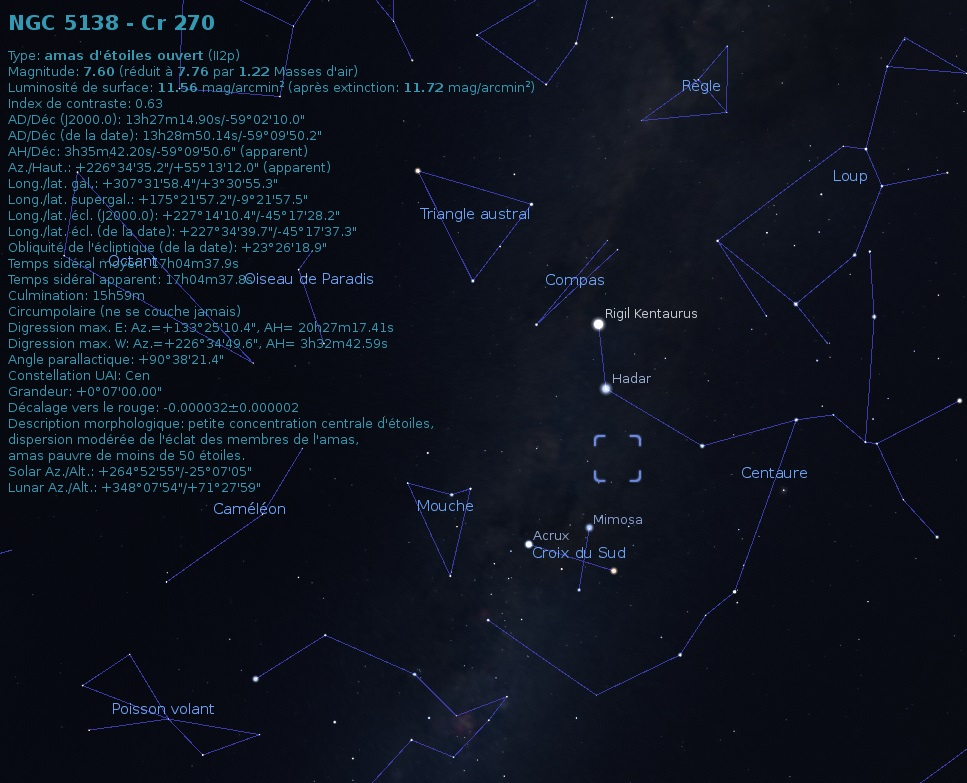
Localisation de NGC 5138 dans la constellation du Centaure. (Stellarium)

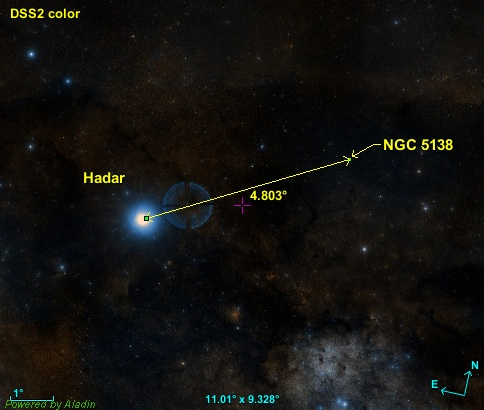
Position de NGC 5138 par rapport une étoile du Centaure.

NGC 5138 est situé à environ 4,8 degrés au nord-ouest d'Hadar Beta Centauri.

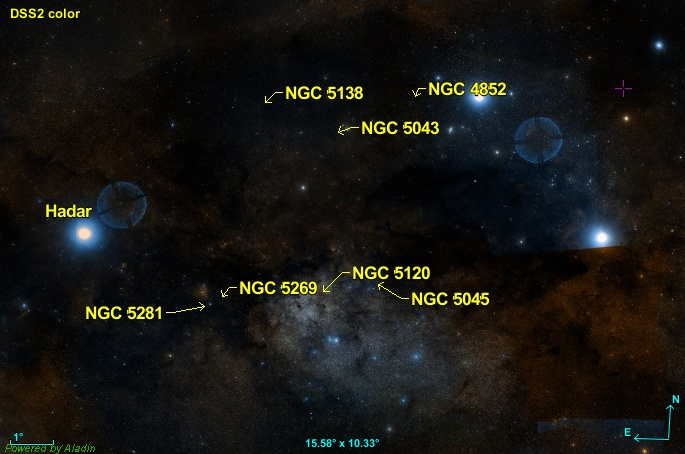
NGC 5281 et ses compagnons

De nombreux autres amas se trouvent dans la même région de la sphère céleste, soit NGC 4852, NGC 5043, NGC 5120, NGC 5045, NGC 5269 et NGC 5281.

## Caractéristiques
Certaines caractéristiques apparaissent sur la base de données Simbad, mais une publication très récente (2023) basée sur les mesures de la parallaxe par le satellite Gaia a permis une mise à jour importante des données. Les données du « GAIA EARLY DATA RELEASE 3 (GAIA EDR3) » ont également permis aux auteurs (Almeida, Monteiro et Dias) de cette publication d'estimer la masse de 773 amas ouverts, dont celle de NGC 5138 qui est de 448 ± 89 {\displaystyle M_{\odot }}.

### Distance
Selon Almeida et ses collègues, cet amas est à 1 840 ± 44 pc du système solaire.
La parallaxe moyenne des étoiles de l'amas a été obtenue des mesures effectuées par le satellite Gaia. Cinq valeurs différentes publiées dans de récents articles (2018 à 2021) sont indiquées sur la base de données Simbad : 0,517 ± 0,042 0 mas, 0,518 ± 0,061 mas, 0,510 ± 0,053 mas, 0,510 ± 0,006 mas et 0,510 ± 0,053 mas. La valeur moyenne de la parallaxe est égale à 0,513 0 ± 0,043 0 mas, ce qui correspond à une distance de 1949+178
−151 pc. Cette distance est compatible quoique un peu supérieure à celle proposée par Almeida et ses collègues.

### Taille
Selon les sources, la taille apparente de l'amas est comprise entre 4,2′ et 8,4′,, ce qui, compte tenu de la distance de 1 840 ± 44 pc et grâce à un calcul simple, équivaut à une taille réelle de 11,1 ± 3,9 al.

### Vitesse
Une seule vitesse de −9,60 ± 0,57 km/s est indiquée sur la base de données Simbad.

### Métallicité
Simbad rapporte deux valeur de la métallicité, soit 0,091 et 0,12. Selon ces valeurs, le pourcentage d'éléments lourds (plus lourd que l'hydrogène et l'hélium) est compris entre à 123% (100,091) e 132% (100,12) de celui du Soleil. Selon Almeida et ses collègues, la métallicité de l'amas est égale à 0,125 ± 0,086. Selon cette valeur, le pourcentage d'éléments lourds de cet amas serait compris entre 109% et 163% (100,168 ± 0,050) de celui du Soleil.

### Âge
Almeida et ses collègues proposent un âge donnée par log10 = 8,023 ± 0,160, ce qui correspond à 105+47
−37 Ma. Webda et Lynga proposent un âge de 79 Ma,.

### Mouvement propre
Simbad indique sept couples de valeurs pour le mouvement propre de l'amas, dont cinq très semblables, qui proviennent d'articles publiés entre 2018 et 2020. Les sixième et septième couples provenant d'articles publiés en 2017 et en 2014 sont totalement différents et très imprécis, comme c'est souvent le cas pour les auteus de ces deux publications. Ces valeurs en ascension droite et en déclinaison sont :
- −3,636 ± 0,054 mas/an et −1,385 ± 0,067 mas/an[12]
- −3,605 ± 0,104 mas/an et −1,438 ± 0,094 mas/an[13]
- −3,597 ± 0,080 mas/an et −1,449 ± 0,089 mas/an[14]
- −3,597 ± 0,010 mas/an et −1,449 ± 0,009 mas/an[7]
- −3,597 ± 0,080 mas/an et −1,449 ± 0,089 mas/an[15]
- −7,305 ± 1,355 mas/an et −1,303 ± 1,483 mas/an[8]
- −7,98 ± 5,70 mas/an et −1,50 ± 4,61 km/s[18]

Le mouvement propre moyen obtenu des cinq premières valeurs en ascension droite et en déclinaison est égal à −3,606 ± 0,066 mas/an et −1,434 ± 0,070 mas/an.

## Étoiles
Simbad montre aussi un bouton nommé Children. En cliquant sur ce bouton, on atteint une section de cette base de données qui renferme un tableau contenant 356 entrées pour NGC 5138. Cependant, des étoiles (les Children) peuvent apparaître plusieurs fois dans la deuxième colonne du tableau, d'où le nombre de liens bibliographiques qui est supérieure au nombre d'étoiles. La quatrième colonne de ce tableau indique la probabilité que l'étoile appartienne à l'amas. En cliquant sur le titre de cette colonne, on peut classer la probabilité par ordre croissant ou décroissant. En cliquant sur la désignation de l'étoile, on atteint la page de Simbad qui résume ses propriétés.